# 南の島の大統領-沈みゆくモルディブ-
『南の島の大統領-沈みゆくモルディブ-』（The Island President）は、気候変動問題に取り組むモルディブ大統領のモハメド・ナシードを扱った2011年のドキュメンタリー映画である。製作はアメリカ合衆国のドキュメンタリー映画会社のアクチュアル・フィルムズが行い、ジョン・シェンクが監督した。プレミア上映は2011年9月のテルライド映画祭で行われた。
映画はフォード財団、米国公共放送協会、マッカーサー基金、アトランティック・フィランソロピー、サンダンス・インスティテュートにより資金提供された。
アメリカ合衆国での配給権はサミュエル・ゴールドウィン・フィルムズが獲得し、2012年3月28日よりニューヨークで封切られた。
2012年の東京国際映画祭ではnatural TIFFで、『南の島の大統領――沈みゆくモルディヴ』の題で上映された。

## 評価
Rotten Tomatoesでの映画評論家支持率は46件のレビューで98%となった。またMetacriticでは14件のレビューで加重平均値は72/100となった。
第36回トロント国際映画祭ではドキュメンタリー部門観客賞を獲得した。

## 関連作品
- 不都合な真実
- 不都合な真実2 放置された地球